# Mesophyllum
Genre
Synonymes
- Polyporolithon L.R.Mason, 1953[2]
- Stereophyllum Heydrich, 1904[2]

Mesophyllum est un genre d’algues rouges de la famille des Mesophyllaceae.

## Liste d'espèces
Selon AlgaeBase (8 février 2019) :
- Mesophyllum aesitante (Conti) Me.Lemoine (Sans vérification)
- Mesophyllum aleuticum Lebednik
- Mesophyllum almarae (Me.Lemoine) Me.Lemoine (Sans vérification)
- Mesophyllum alternans (Foslie) Cabioch & M.L.Mendoza
- Mesophyllum arakuraense Ishijima (Sans vérification)
- Mesophyllum atascaderum J.H.Johnson & Tafur (Sans vérification)
- Mesophyllum austriacum Me.Lemoine (Sans vérification)
- Mesophyllum barkoukyi Souaya (Sans vérification)
- Mesophyllum biplanum Mastrorilli (Sans vérification)
- Mesophyllum brachycladum (Foslie) W.H.Adey
- Mesophyllum californicum J.H.Johnson & W.A.Stewart (Sans vérification)
- Mesophyllum capilliforme Mastrorilli (Sans vérification)
- Mesophyllum chatamense (Foslie) W.H.Adey
- Mesophyllum chichibuense Ishijima (Sans vérification)
- Mesophyllum commune Me.Lemoine
- Mesophyllum conchatum (Setchell & Foslie) W.H.Adey
- Mesophyllum concretum (M.Howe) Me.Lemoine (Sans vérification)
- Mesophyllum contractum Maslov (Sans vérification)
- Mesophyllum crassiusculum (Foslie) Lebednik
- Mesophyllum crenulatum (Foslie) W.H.Adey (Sans vérification)
- Mesophyllum crispescens (Foslie) Me.Lemoine
- Mesophyllum curtum Me.Lemoine
- Mesophyllum cystocarpideum (Foslie) W.H.Adey
- Mesophyllum daviesii S.R.Narayana Rao (Sans vérification)
- Mesophyllum ectocarpon (Foslie) W.H.Adey
- Mesophyllum ehrmannii Me.Lemoine
- Mesophyllum engelhartii (Foslie) W.H.Adey
- Mesophyllum eniwetokense J.H.Johnson (Sans vérification)
- Mesophyllum exasperatum (Foslie) W.H.Adey
- Mesophyllum expansum (Philippi) Cabioch & M.L.Mendoza
- Mesophyllum fecundus Johnson & Ferris (Sans vérification)
- Mesophyllum flexile Mastrorilli (Sans vérification)
- Mesophyllum fluatum W.H.Adey, R.A.Townsend, & Boykins
- Mesophyllum formosanum Ishijima (Sans vérification)
- Mesophyllum fragilissimum (Foslie) Me.Lemoine
- Mesophyllum fructiferum Airoldi (Sans vérification)
- Mesophyllum funafutiense (Foslie) Verheij
- Mesophyllum galettoi Mastrorilli (Sans vérification)
- Mesophyllum gignouxii Me.Lemoine (Sans vérification)
- Mesophyllum grande J.H.Johnson (Sans vérification)
- Mesophyllum guamense J.H.Johnson (Sans vérification)
- Mesophyllum haptericola (Foslie) W.H.Adey
- Mesophyllum hashimotoi Ishijima (Sans vérification)
- Mesophyllum heteroclitum Me.Lemoine (Statut incertain)
- Mesophyllum horthocarpum Mastrorilli (Sans vérification)
- Mesophyllum imbricatum (Dickie) W.H.Adey
- Mesophyllum incertum (Foslie) Me.Lemoine
- Mesophyllum incisum (Foslie) W.H.Adey
- Mesophyllum inconspicuum (Foslie) W.H.Adey
- Mesophyllum insigne (Foslie) W.H.Adey
- Mesophyllum iraqense Johnson (Sans vérification)
- Mesophyllum ishigakiense Johnson (Sans vérification)
- Mesophyllum isthmi (Howe) Lemoine (Sans vérification)
- Mesophyllum japonicum Ishijima (Sans vérification)
- Mesophyllum javaense J.H.Johnson & B.J.Ferris (Sans vérification)
- Mesophyllum koritzae (Lemoine) Lemoine
- Mesophyllum kuehnemannii M.L.Mendoza (Sans vérification)
- Mesophyllum kutense Maslov (Sans vérification)
- Mesophyllum laffittei Me.Lemoine (Sans vérification)
- Mesophyllum lakiense Varma (Sans vérification)
- Mesophyllum lamellatum (Setchell & Foslie) W.H.Adey
- Mesophyllum laxum Me.Lemoine
- Mesophyllum lemoineae Souaya (Sans vérification)
- Mesophyllum lichenoides (J.Ellis) Me.Lemoine (espèce type)
- Mesophyllum macedonis Athanasiadis
- Mesophyllum macroblastum (Foslie) W.H.Adey
- Mesophyllum mangoense Johnson & Farris (Sans vérification)
- Mesophyllum mazzapiedense Mastrorilli (Sans vérification)
- Mesophyllum megagastri Athanasiadis
- Mesophyllum mesomorphum (Foslie) W.H.Adey
- Mesophyllum navarroi Airoldi (Sans vérification)
- Mesophyllum niinoi Ishijima (Sans vérification)
- Mesophyllum nipponicum Ishijima (Sans vérification)
- Mesophyllum nitidum (Foslie) W.H.Adey
- Mesophyllum obsitum Airoldi (Sans vérification)
- Mesophyllum ornatum (Foslie & M.Howe) Athanasiadis
- Mesophyllum pacificum Johnson (Sans vérification)
- Mesophyllum paronai (Raineri) Me.Lemoine (Sans vérification)
- Mesophyllum peruvianum Johnson & Tafur (Sans vérification)
- Mesophyllum pfenderae (Me.Lemoine) Me.Lemoine (Sans vérification)
- Mesophyllum philippii (Foslie) Adey
- Mesophyllum piuranum Branson (Sans vérification)
- Mesophyllum piuranum Johnson & Tafur (Sans vérification)
- Mesophyllum prepulchrum Johnson & Ferris (Sans vérification)
- Mesophyllum printzianum Woelkerling & A.S.Harvey
- Mesophyllum prolifer (Foslie) W.H.Adey (Sans vérification)
- Mesophyllum pulchrum (Weber Bosse & Foslie) Me.Lemoine
- Mesophyllum punjabense Varma (Sans vérification)
- Mesophyllum ramosum Me.Lemoine (Statut incertain)
- Mesophyllum rigidum Mastrorilli (Sans vérification)
- Mesophyllum robustum J.H.Johnson (Sans vérification)
- Mesophyllum roveretoi Conti (Sans vérification)
- Mesophyllum ryukyuense Johnson (Sans vérification)
- Mesophyllum sancti-dionysii Me.Lemoine
- Mesophyllum savornini L.E.Lemoine (Sans vérification)
- Mesophyllum schenckii M.Howe
- Mesophyllum siamense (Foslie) W.H.Adey
- Mesophyllum simulans (Foslie) Me.Lemoine
- Mesophyllum sphaericum V.Pena, Bárbara, W.H.Adey, Riosmena-Rodrigues & H.G.Choi
- Mesophyllum squamuliforme (Foslie) W.H.Adey
- Mesophyllum stenopon Athanasiadis
- Mesophyllum suganum (Rothpletz) Airoldi (Sans vérification)
- Mesophyllum syntrophicum (Foslie) W.H.Adey
- Mesophyllum syrphetodes W.H.Adey, R.A.Townsend & Boykins
- Mesophyllum thelostegium (Foslie) W.H.Adey (Sans vérification)
- Mesophyllum tropicale Me.Lemoine (Statut incertain)
- Mesophyllum vancouveriense (Foslie) Steneck & R.T.Paine
- Mesophyllum variabile (Foslie) W.H.Adey (Sans vérification)
- Mesophyllum varians Me.Lemoine (Statut incertain)
- Mesophyllum varitextum Mastrorilli (Sans vérification)
- Mesophyllum vaughanii (M.Howe) Me.Lemoine (Sans vérification)
- Mesophyllum vescum (Foslie) W.H.Adey (Sans vérification)
- Mesophyllum vignyense (Me.Lemoine) Me.Lemoine (Sans vérification)
- Mesophyllum yabei Ishijima (Sans vérification)
- Mesophyllum yuyashimaense Ishijima (Sans vérification)

Selon BioLib (8 février 2019) et ITIS (8 février 2019) :
- Mesophyllum conchatum
- Mesophyllum fecundus
- Mesophyllum floridanum
- Mesophyllum lamellatum
- Mesophyllum lichenoides
- Mesophyllum mangoensum
- Mesophyllum megacavum
- Mesophyllum prepulchrum

Selon World Register of Marine Species (8 février 2019) :
- Mesophyllum aesitante (Conti) Me.Lemoine
- Mesophyllum aleuticum Lebednik, 2004
- Mesophyllum almarae (Me.Lemoine) Me.Lemoine, 1939 †
- Mesophyllum alternans (Foslie) Cabioch & M.L.Mendoza, 1998
- Mesophyllum arakuraense Ishijima, 1954 †
- Mesophyllum atascaderum J.H.Johnson & Tafur †
- Mesophyllum austriacum Me.Lemoine †
- Mesophyllum barkoukyi Souaya †
- Mesophyllum biplanum Mastrorilli †
- Mesophyllum brachycladum (Foslie) W.H.Adey, 1970
- Mesophyllum californicum J.H.Johnson & W.A.Stewart †
- Mesophyllum capense (Rosanoff) Y.M.Chamberlain, 2000
- Mesophyllum capilliforme Mastrorilli
- Mesophyllum chatamense (Foslie) W.H.Adey
- Mesophyllum chichibuense Ishijima, 1954 †
- Mesophyllum commune Me.Lemoine, 1939 †
- Mesophyllum conchatum (Setchell & Foslie) W.H.Adey, 1970
- Mesophyllum concretum (M.Howe) Me.Lemoine
- Mesophyllum contractum Maslov
- Mesophyllum crassiusculum (Foslie) Lebednik, 2004
- Mesophyllum crenulatum (Foslie) W.H.Adey
- Mesophyllum crispescens (Foslie) Me.Lemoine, 1954
- Mesophyllum curtum Me.Lemoine, 1939 †
- Mesophyllum cystocarpideum (Foslie) W.H.Adey, 1970
- Mesophyllum daviesii S.R.Narayana Rao
- Mesophyllum ectocarpon (Foslie) W.H.Adey, 1970
- Mesophyllum ehrmannii Me.Lemoine, 1939 †
- Mesophyllum engelhartii (Foslie) W.H.Adey, 1970
- Mesophyllum eniwetokense J.H.Johnson
- Mesophyllum exasperatum (Foslie) W.H.Adey, 1970
- Mesophyllum expansum (Philippi) Cabioch & M.L.Mendoza, 2003
- Mesophyllum fecundus Johnson & Ferris
- Mesophyllum flexile Mastrorilli
- Mesophyllum fluatum W.H.Adey, R.A.Townsend & Boykins, 1982
- Mesophyllum formosanum Ishijima, 1954 †
- Mesophyllum fragilissimum (Foslie) Me.Lemoine, 1928
- Mesophyllum fructiferum Airoldi
- Mesophyllum funafutiense (Foslie) Verheij, 1993
- Mesophyllum galettoi Mastrorilli
- Mesophyllum gignouxii Me.Lemoine, 1939
- Mesophyllum grande J.H.Johnson
- Mesophyllum guamense J.H.Johnson
- Mesophyllum haptericola (Foslie) W.H.Adey, 1970
- Mesophyllum hashimotoi Ishijima
- Mesophyllum heteroclitum Me.Lemoine, 1934 †
- Mesophyllum horthocarpum Mastrorilli
- Mesophyllum imbricatum (Dickie) W.H.Adey, 1970
- Mesophyllum incertum (Foslie) Me.Lemoine, 1928
- Mesophyllum incisum (Foslie) W.H.Adey, 1970
- Mesophyllum inconspicuum (Foslie) W.H.Adey, 1970
- Mesophyllum insigne (Foslie) W.H.Adey, 1970
- Mesophyllum iraqense Johnson
- Mesophyllum ishigakiense Johnson
- Mesophyllum isthmi (Howe) Lemoine
- Mesophyllum japonicum Ishijima, 1954 †
- Mesophyllum javaense J.H.Johnson & B.J.Ferris, 1949 †
- Mesophyllum koritzae (Lemoine) Lemoine, 1928 †
- Mesophyllum kuehnemannii M.L.Mendoza, 1977
- Mesophyllum kutense Maslov
- Mesophyllum laffittei Me.Lemoine, 1939 †
- Mesophyllum lakiense Varma †
- Mesophyllum lamellatum (Setchell & Foslie) W.H.Adey, 1970
- Mesophyllum laxum Me.Lemoine, 1929
- Mesophyllum lemoineae Souaya
- Mesophyllum lichenoides (J.Ellis) Me.Lemoine, 1928
- Mesophyllum macedonis Athanasiadis, 1999
- Mesophyllum macroblastum (Foslie) W.H.Adey, 1970
- Mesophyllum mangoense Johnson & Farris
- Mesophyllum mazzapiedense Mastrorilli
- Mesophyllum megagastri Athanasiadis, 2007
- Mesophyllum mesomorphum (Foslie) W.H.Adey, 1970
- Mesophyllum navarroi Airoldi
- Mesophyllum niinoi Ishijima
- Mesophyllum nipponicum Ishijima, 1954
- Mesophyllum nitidum (Foslie) W.H.Adey, 1970
- Mesophyllum obsitum Airoldi
- Mesophyllum ornatum (Foslie & M.Howe) Athanasiadis, 1999
- Mesophyllum pacificum Johnson
- Mesophyllum paronai (Raineri) Me.Lemoine
- Mesophyllum peruvianum Johnson & Tafur
- Mesophyllum pfenderae (Me.Lemoine) Me.Lemoine
- Mesophyllum philippii (Foslie) W.H.Adey, 1970
- Mesophyllum piuranum Branson
- Mesophyllum piuranum Johnson & Tafur
- Mesophyllum prepulchrum Johnson & Ferris
- Mesophyllum printzianum Woelkerling & A.S.Harvey, 1993
- Mesophyllum prolifer (Foslie) W.H.Adey
- Mesophyllum pulchrum (Weber-van Bosse & Foslie) Me.Lemoine, 1928
- Mesophyllum punjabense Varma
- Mesophyllum ramosum Me.Lemoine, 1934 †
- Mesophyllum rigidum Mastrorilli
- Mesophyllum robustum J.H.Johnson
- Mesophyllum roveretoi Conti
- Mesophyllum ryukyuense Johnson
- Mesophyllum sancti-dionysii Me.Lemoine, 1939 †
- Mesophyllum savornini L.E.Lemoine
- Mesophyllum schenckii M.Howe, 1934 †
- Mesophyllum schenkii
- Mesophyllum siamense (Foslie) W.H.Adey, 1970
- Mesophyllum simulans (Foslie) Me.Lemoine, 1928
- Mesophyllum sphaericum V.Pena, Bárbara, W.H.Adey, Riosmena-Rodrigues & H.G.Choi, 2011
- Mesophyllum squamuliforme (Foslie) W.H.Adey, 1970
- Mesophyllum stenopon Athanasiadis, 2007
- Mesophyllum suganum (Rothpletz) Airoldi
- Mesophyllum syntrophicum (Foslie) W.H.Adey, 1970
- Mesophyllum syrphetodes W.H.Adey, R.A.Townsend & Boykins, 1982
- Mesophyllum thelostegium (Foslie) W.H.Adey
- Mesophyllum tropicale Me.Lemoine, 1934 †
- Mesophyllum vancouveriense (Foslie) Steneck & R.T.Paine, 1986
- Mesophyllum variabile (Foslie) W.H.Adey
- Mesophyllum varians Me.Lemoine, 1934 †
- Mesophyllum varitextum Mastrorilli
- Mesophyllum vaughanii (M.Howe) Me.Lemoine †
- Mesophyllum vescum (Foslie) W.H.Adey
- Mesophyllum vignyense (Me.Lemoine) Me.Lemoine †
- Mesophyllum yabei Ishijima, 1942 †
- Mesophyllum yuyashimaense Ishijima, 1954 †